# Lycus (fleuve)

Carte de la Constantinople byzantine faisant figurer le parcours du Lycus.

Le Lycus ou Lykos désigne le fleuve côtier qui traverse la ville d'Istanbul (anciennement Constantinople). Ce cours d'eau, désormais souterrain, a eu une certaine importance historique puisqu'il a constitué la principale source d'eau au sein des murailles de l'ancienne capitale de l'Empire byzantin. Il a été entièrement recouvert dans les années 1950 avec la construction de l'avenue Vatan Caddesi. 

## Description

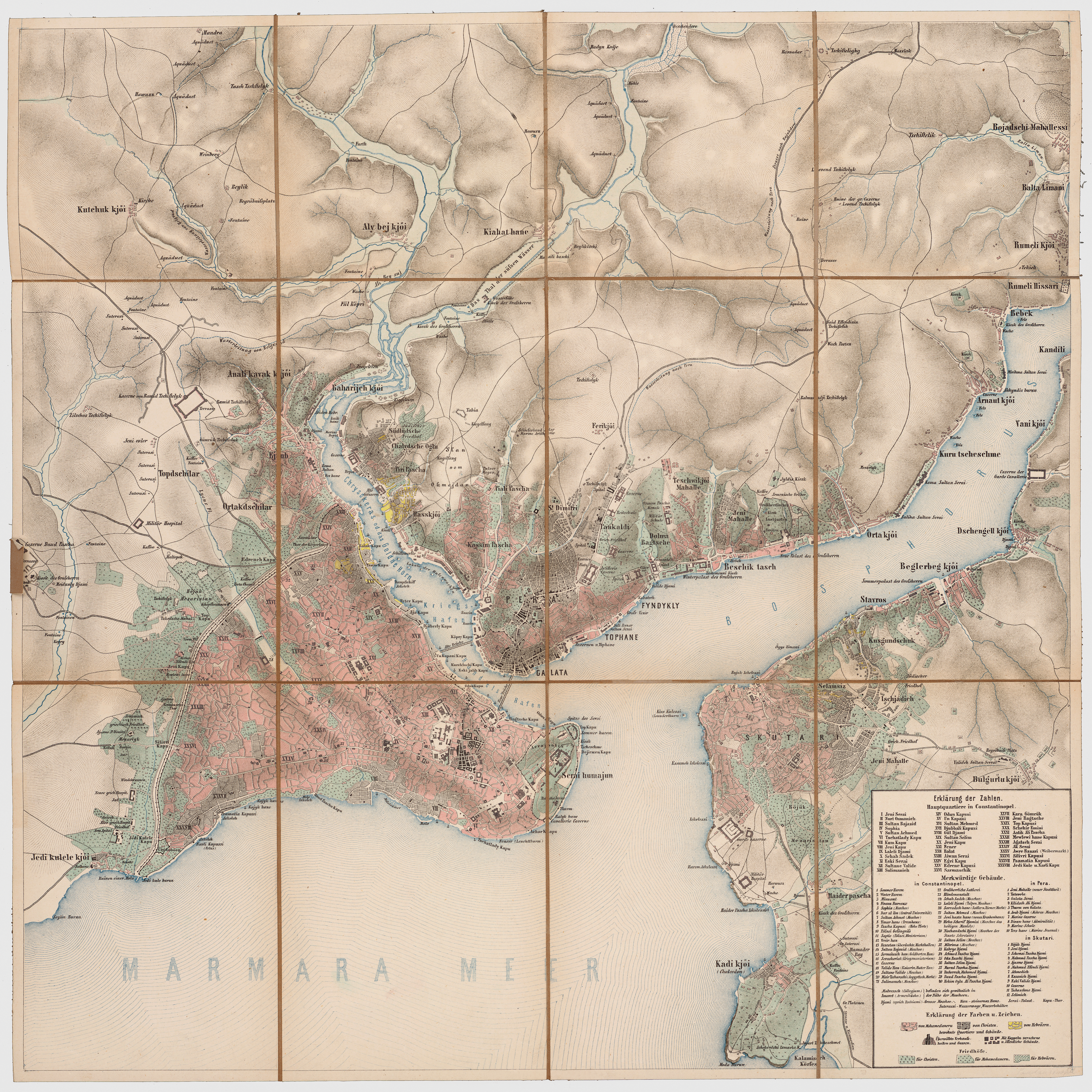
Carte de Constantinople ou Istanbul de la deuxième moitié du XIX, mettant en évidence la vallée du Lycus.

Le Lycus est d'une longueur de six kilomètres et constitue le seul cours d'eau à traverser la ville. Il est à l'origine d'une vallée large de 3,5 kilomètres, qui constitue le tiers de la superficie de Constantinople.
Le fleuve prend sa source sur les hauteurs du nord du quartier actuel de Bayrampasa, à 3,5 kilomètres au nord-est de la porte d'Andrinople, l'une des entrées principales de la partie théodosienne des murailles de Constantinople. Géographiquement, la vallée du fleuve permet de séparer certaines des sept éminences de la cité, censées reproduire la topographie de Rome. Le cours d'eau sert aussi de frontière administrative entre la treizième région (ou district, à l'ouest du fleuve) et le reste de la ville. 
Le Lycus atteint les murailles de Constantinople entre les portes de Carisius et de Saint-Romain, correspondant aux quartiers modernes d'Edirnekapı et de Topkapı. Là, il passe sous les remparts et entre dans la cité. Une tour, appelée en turc Sulukule, sert à défendre l'endroit où le Lycus traverse la muraille. Il poursuit ensuite son cours dans une vallée fertile, appelée par les Turcs Yenibahce (nouveaux jardins). Vers le sud-est, le Lycus passe au sud du monastère de Lips (la Mosquée Fenari Isa) puis atteint le forum du Bœuf. Là, son cours dévie vers le sud et borde les hauteurs d'Avretpazar puis traverse une petite plaine appelée Aksaray (palais blanc), peut-être en raison d'un palais habité par l'impératrice Irène l'Athénienne dans cette zone. Finalement, le Lycus se jette dans la mer de Marmara au niveau du port de Théodose ou port d'Éleuthérios.
Si le débit du fleuve est relativement faible en moyenne, de fortes pluies, en particulier hivernales, peuvent charrier d'importantes quantités de débris et de terre dans le fleuve. Pour prévenir l'envasement du port dans lequel se jette le Lycus, un mur est bâti qui divise le port en deux parties. Si l'une des parties est censée être protégée de l'accumulation de vase, elle finit également par être rendue inutilisable à partir du XIIe siècle. Cette partie du port est alors connue sous le nom de Vlanga ou Langabostanı et est utilisée pour y cultiver des végétaux.

## Histoire

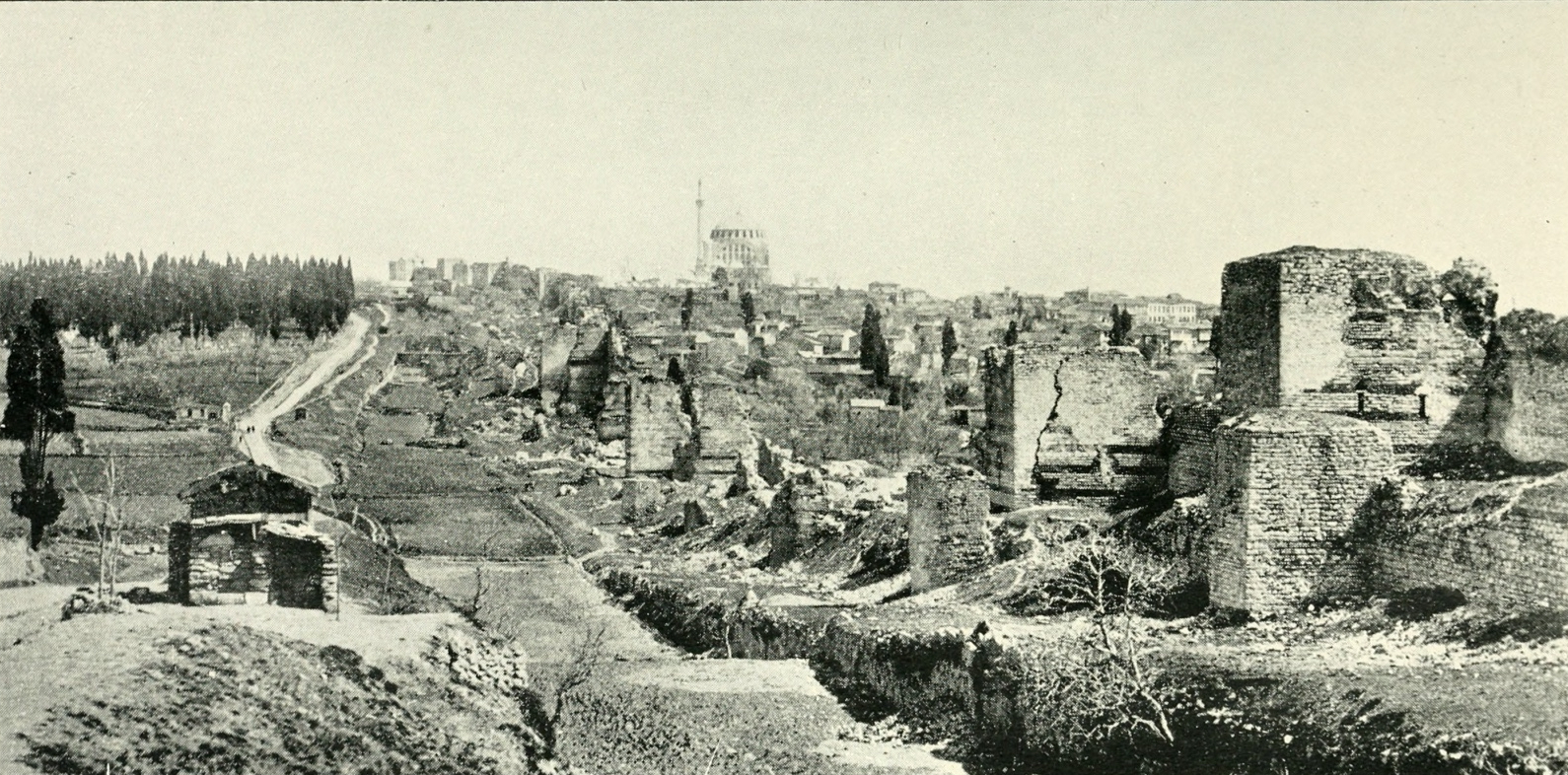
La vallée du Lycus, proche des remparts, à la fin du XIX.

### Epoque byzantine
La vallée du Lycus est faiblement peuplée à l'époque byzantine et sert surtout à l'implantation de monastères, notamment celui de Lips déjà évoqué mais aussi ceux de Dios et Ikasia ou de Cocorobion. En 450, c'est aux alentours du ruisseau, alors qu'il est en train de chasser, que l'empereur Théodose II chute de cheval et meurt. Dès les premiers temps de la conquête ottomane, les cartes de la ville montrent que la partie aval du Lycus est déjà souterraine, ce qui impliquerait que les travaux ont été entamés dès la période byzantine. 
La vallée du Lycus et, plus spécifiquement, sa partie immédiatement proche des remparts de Théodose, occupe une place importante dans la chute de Constantinople. En effet, c'est cette portion des remparts, appelée Mesoteichion, qui est la plus fragile et la plus basse comparativement aux autres sections. Le sultan Mehmed II y concentre les tirs de son artillerie ainsi que les assauts de ses troupes, notamment lors de l'attaque finale le 29 mai 1453. D'ailleurs, le sultan installe sa tente à proximité directe du cours d'eau. Finalement, une brèche est percée entre la porte Saint-Romain et la cinquième porte militaire, près du Lycus et les Ottomans peuvent pénétrer et s'emparer de la cité.

### Période turque
Pendant l'essentiel des siècles qui suivent la prise de Constantinople en 1453, la vallée du Lycus demeure peu peuplée et propice à l'agriculture. Toutefois, avec l'explosion démographique que connaît la ville d'Istanbul au XXe siècle, la zone se transforme radicalement. Dans les années 1950, l'avenue Adnan Menderes Vatan Caddesi est construite sur le lit du ruisseau, désormais entièrement souterrain.

## Sources
- Raymond Janin, Constantinople byzantine. Développement urbaine et répertoire topographique, Paris, 1964
- (en) Cyril Mango, « The shoreline of Constantinople in the fourth century », dans Nevra Necipoğlu, Byzantine Constantinople: Monuments, Topography and Everyday Life, Istanbul, BRILL, 2001, 19-28 p. (ISBN 90-04-11625-7)
- (en) Alexander van Millingen, Byzantine Constantinople. The Walls of the City and Adjoining Historical Sites, Londres,, John Murray, 1899